# 21429 Gulati
21429 Gulati este un asteroid din centura principală de asteroizi.

## Descriere
21429 Gulati este un asteroid din centura principală de asteroizi. A fost descoperit pe 31 martie 1998 la Socorro, New Mexico, în cadrul proiectului LINEAR. Asteroidul prezintă o orbită caracterizată de o semiaxă mare de 2,30 ua, o excentricitate de 0,13 și o înclinație de 9,2° în raport cu ecliptica.